# Franz-Paul Decker
Franz-Paul Decker (* 26. Juni 1923 in Köln; † 19. Mai 2014 in Montreal) war ein deutsch-kanadischer Dirigent.

## Leben
Decker studierte an der Hochschule für Musik Köln Musik, wo auch in jenen Jahren Philipp Jarnach und Eugen Papst lehrten. Sein Debüt als Dirigent gab er im Alter von 22 Jahren an der Oper Köln. Vier Jahre später wurde er zum Dirigenten am Hessischen Staatstheater Wiesbaden ernannt und war danach am Wiesbadener Symphonieorchester beschäftigt. Er wechselte dann als Generalmusikdirektor zu den Bochumer Symphonikern, wo er von 1956 bis 1964 tätig war. In Hannover gastierte er in Konzerten (Sommerliche Musiktage in Herrenhausen) mit dem Niedersächsischen Symphonie-Orchester Hannover. Danach ging er in die Niederlande, wo er als Chefdirigent das Rotterdamer Philharmonieorchester von 1962 bis 1967 leitete. 1967 wechselte er nach Kanada an das Orchestre symphonique de Montréal, das er bis 1975 dirigierte. Weitere berufliche Stationen führten ihn in den 1980er Jahren nach Spanien, wo er das Symphonieorchester Barcelona leitete, und in den 1990er Jahren nach Neuseeland, wo er das New Zealand Symphony Orchestra dirigierte.

## Ehrungen
- 1972: Verdienstkreuz 1. Klasse der Bundesrepublik Deutschland
- 2006: Creu-de-Sant-Jordi-Preis